# Gneis (Salzburg)

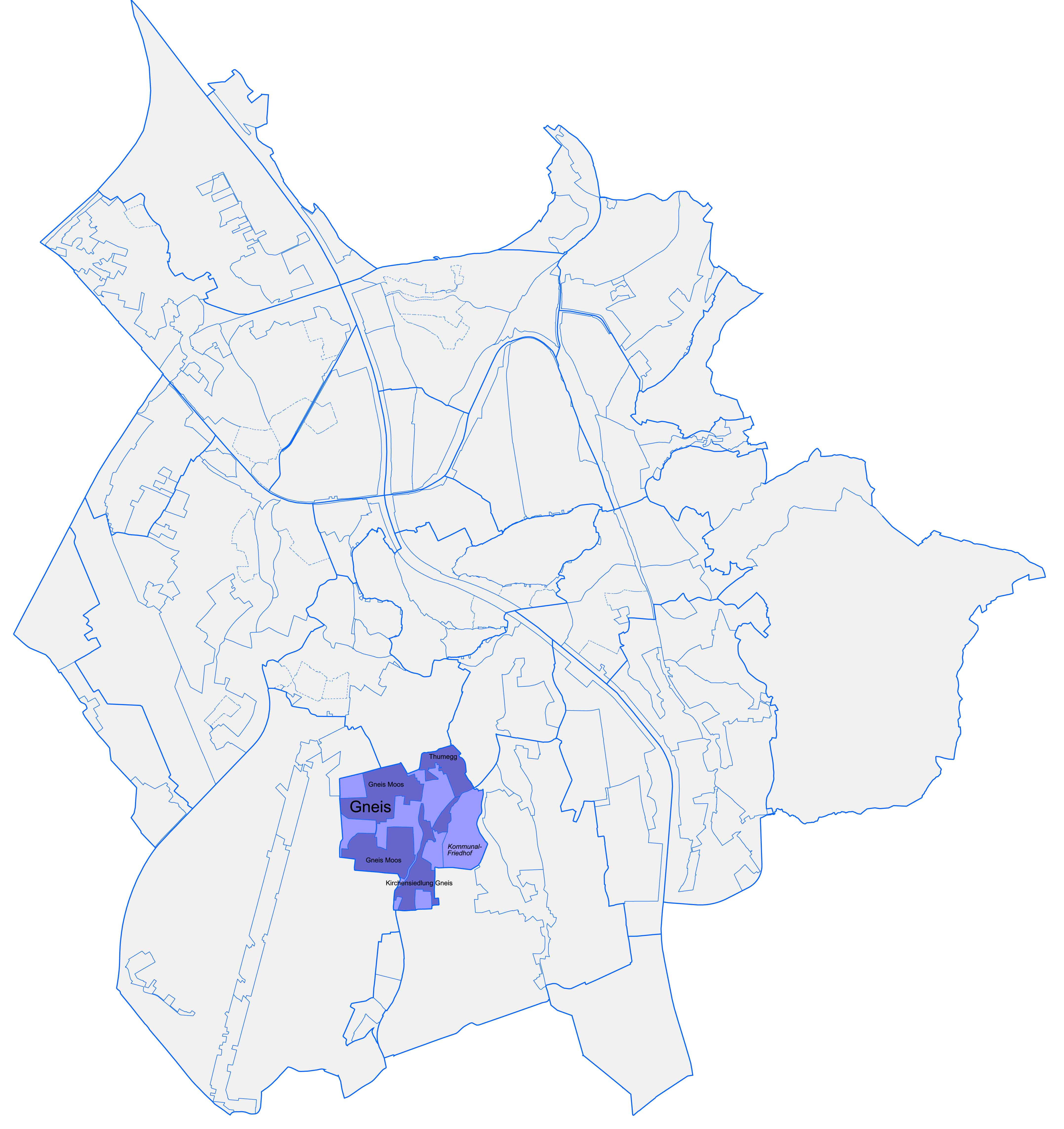
Der Salzburger Stadtteil Gneis

Gneis ist ein Stadtteil der Stadt Salzburg, der im Süden der Stadt gelegen zwischen den Landschaftsräumen von Morzg und vom Leopoldskroner Moos vermittelt. Er ist 169,81 ha groß. Nördlich schließt der Stadtteil (Äußeres) Nonntal an. Die zentrale Straßenachse dieses Siedlungsraumes ist die Berchtesgadner Straße. Im Norden beginnt der Siedlungsraum mit dem Baulandkern am Rand der Friedhofsterrasse beiderseits der Thumeggerstraße, wo unterhalb der Terrassenkante der Stadtteil Nonntal angrenzt. Im Süden endet der Stadtteil Gneis direkt am Sternhofweg.
Der zentrale Teil von Gneis-Moos, dessen nördlicher Teil an die Leopoldskronweihersiedlung grenzt, greift nach Westen weit ins Landschaftsschutzgebiet Leopoldskroner Moos hinaus und grenzt an der Nissenstraße direkt an den dörflichen Stadtteil entlang der Moosstraße. Westlich von Gneis liegt die Moorlandschaft von Leopoldskroner Moos. Im Osten des Stadtteiles liegt der große Kommunalfriedhof, an den südlich einige Wiesen und Äcker die zentrale Gneiser Kirchensiedlung vom Ortszentrum von Morzg trennen. In Gneis leben über 5.000 Bewohner.

## Geschichte
Der Name Gneis ist 1212 als Gnals ersturkundlich genannt. Er leitet sich wohl vom lateinischen canales her, also von Kanälen, oder genauer von Entwässerungsgräben, die am Rande des großen Leopoldskroner Mooses gelegen haben mögen.
Gneis bestand jahrhundertelang aus einzelnen Bauerngehöften, die an der kaum bedeutsamen Straßenverbindung nach Berchtesgaden (also entlang der heutigen Berchtesgadenerstraße) außerhalb von Kleingmain bei Morzg (den kleineren und allgemeinen Weideflächen für die Bürger der Stadt) lagen. Dazu zählten das Groß-Pechbrocker-Gut und das nächstgelegene Einkaufgut, das Pfeifergut und das Klein-Pechbrocker-Gut, das Kirschnergut und das Goldscheidergut.

## Die Gneiser Kirchen
- Pfarrkirche Salzburg-Gneis: Die junge katholische Gneiser Kirche Sankt Johannes Capistran wurde vom Gneiser Architekten Erich Gerlich entworfen, von 1964 bis 1966 erbaut und am 22. Oktober 1967 von Erzbischof Andreas Rohracher zu Ehren des heiligen Johannes von Capistrano, einem der bedeutendsten franziskanischen Wanderprediger des 15. Jahrhunderts, eingeweiht. Die Wirkungsstätte dieses Heiligen in der altösterreichischen Baschka weist auch auf viele aus diesem Gebiet vertriebene Gneiser hin. Der einfache rechteckige Bau ist mit einem Satteldach versehen und besitzt einen seitlich angestellten Glockenturm. Das Kruzifix über dem Altar stammt aus dem 17. Jahrhundert. Angeschlossen an die Kirche sind ein Pfarrzentrum und ein Kindergarten.

- Unweit davon liegt die evangelische Auferstehungskirche, die von Architekt Günther Marschall entworfen und 1999 samt dem angeschlossenen Studentenheim Katharina von Bora eingeweiht wurde. Sie ist für den neuen Pfarrsprengel Salzburg-Süd bestimmt. Der Grundriss versucht, das orthogonale System früher kleinasiatischer Städte nachzubilden, die Studentenheimplätze und die Räume für die Gemeindearbeit sind um den Kirchenraum angeordnet. Von Krabbelgottesdiensten bis zur Seniorenarbeit bietet die Kirche dabei allen Altersgruppen Begegnungsmöglichkeit. Die ausschwingende Flügelwand vor dem Eingang lädt zum Besuch der Kirche ein. Der gläserne Kirchturm weist in seiner Gliederung auf die heilige Zahl 7 hin. Die Kirchendecke löst sich schwingend von den Seitenwänden. Die Glasfenster, gestaltet von Rudolf Hradil und Krista Pliem, weisen sowohl auf das Kreuz hin als auch auf den Lebensbaum. Ihre Farben zeichnen dabei den Weg ins Licht nach.

## Die Richtstätte in Gneis mit dem Scharfrichterhaus
Besonders erwähnenswert ist in diesem Landschaftsraum die ehemalige Richtstätte mit dem Scharfrichterhaus (Freymannbehausung, Freimann=Scharfrichter), die zwischen 1599 und etwa 1818 (letzte Hinrichtung 1817) hier bestand, seitdem Wolf Dietrich von Raitenau als aufgeklärter Fürst die mittelalterliche Richtstätte mit den am Galgen vermodernden Leichen an der viel befahrenen Linzerstraße aufließ. Er errichtete abseits der Berchtesgadenerstraße und weit außerhalb der Stadt und des Stadtrechtes am „Totenweg“ (heute Neukommgasse-Nissenstraße-Moosbruckerweg) die neue Richtstätte, die aus einem erhöht stehenden Galgen, einem Arme-Sünder-Kreuz für das letzte Gebet des Verurteilten und der Köpfstätte, ebenfalls auf einem erhöhten Podium stehend, bestand. Zu dieser Richtstätte gehörte auch der Arme-Sünder-Friedhof, der sich unweit des heutigen Salzburger Kommunalfriedhofs (ebenfalls an der Neukommgasse) befand, wo sich heute ein Bestattungsunternehmen befindet. Das einstige Wohnhaus des Scharfrichters auf der alten Richtstätte ist an der Neukommgasse erhalten, es ist der alte Gutshof des Martinbauern, und damit das echte „Henkerhäusel“. Dieses Haus zählt samt dem umgebenden erhaltenswerten Grünraum zu den besonders erhaltenswerten Baudenkmälern der Stadt. Derzeit ist dieses Gebäude leer und droht allmählich zu verfallen. Auch der einstige Galgenwirt, nun Gasthaus zur Hölle genannt, erinnert an die alte Richtstätte. Der ursprüngliche Galgenwirt lag östlich des Obelisken im Kern-Park vor dem Kommunalfriedhof und musste beim Bau des Kommunalfriedhofes übersiedeln.

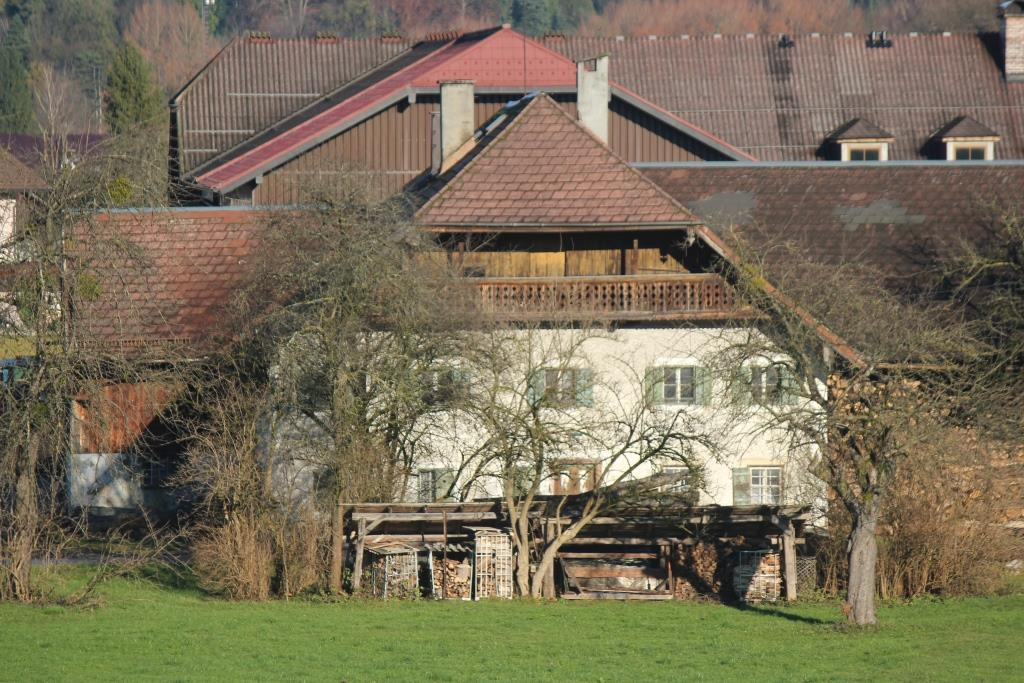
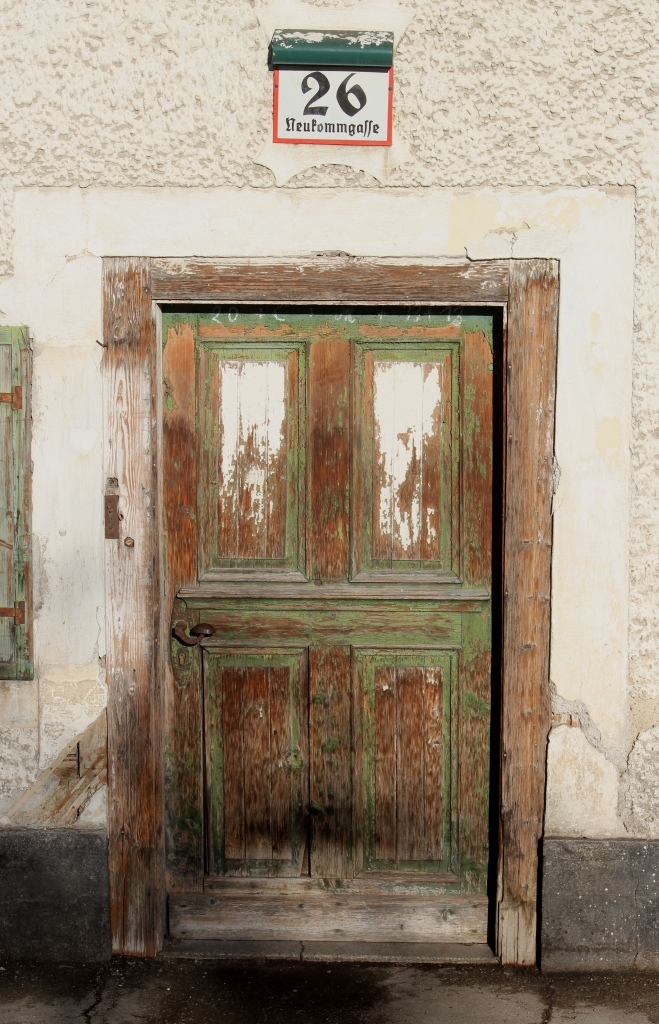
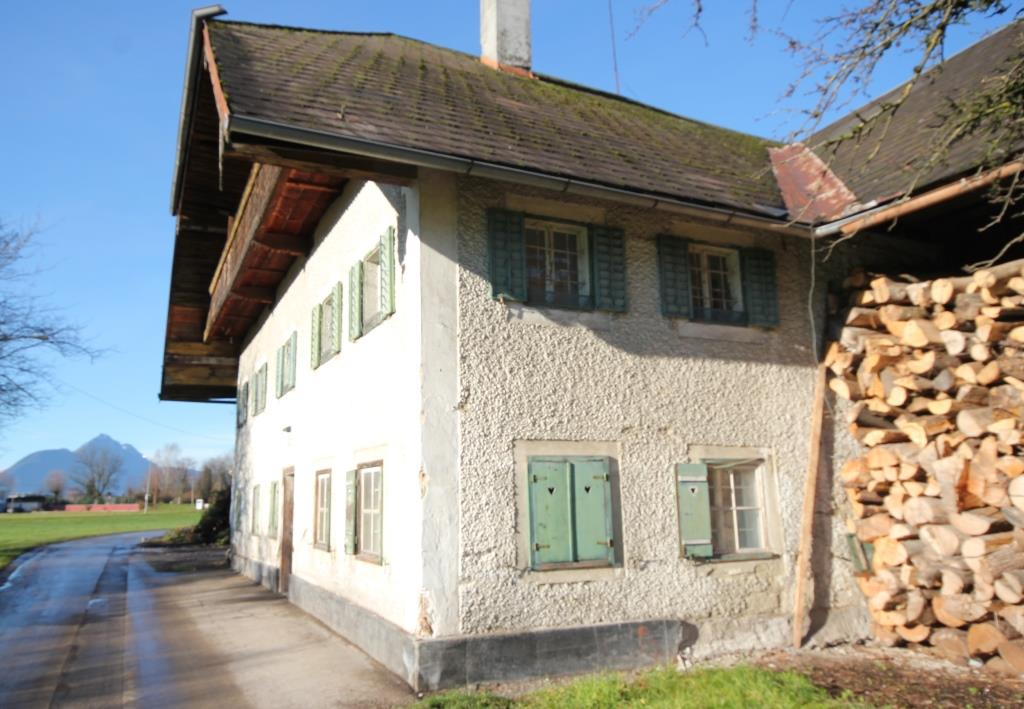
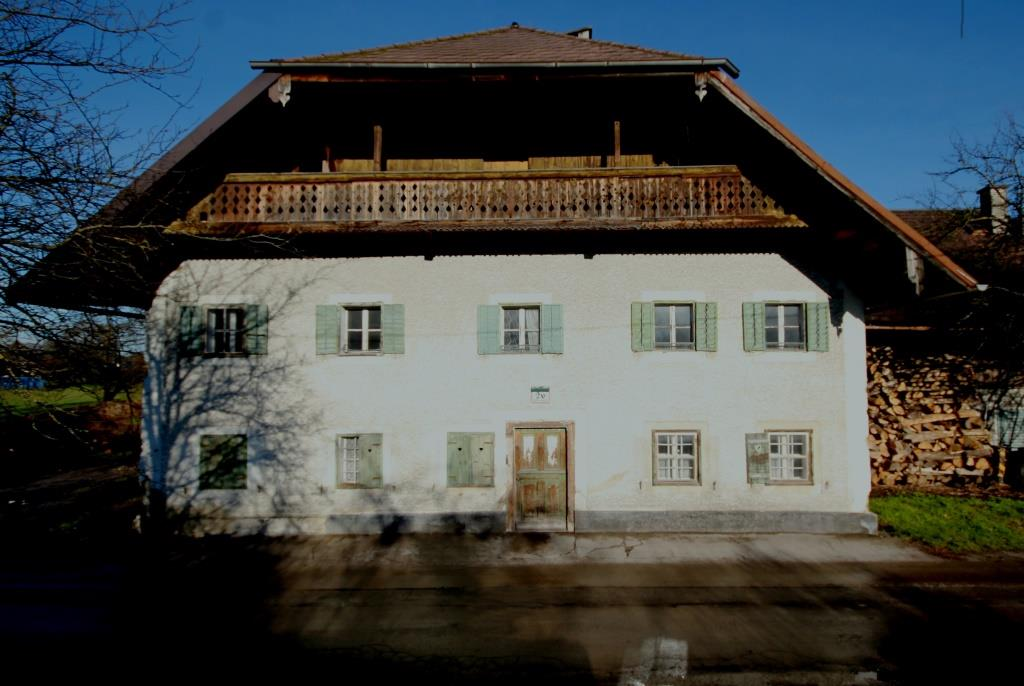

## Gneis und seine Teile

### Kirchensiedlung Gneis
Die Kirchensiedlung Gneis entstand wesentlich erst nach dem Jahr 1960. Der älteste Siedlungskern war allerdings der Baulandstreifen westlich der Santnergasse, der bereits zwischen 1928 und 1935 bebaut worden war. Die Gneisfeldstraße wurde, abgesehen von zwei Häusern der Zwischenkriegszeit großteils im Zug der Flüchtlingsansiedlung vor 1960 bebaut. Fast gleichzeitig entstand die Häusergruppe am Südende der Dr.-Adolf-Altmann-Straße um das alte Sakenbauerngut und die Häuserzeilen an der Sackengutstraße.
Bemerkenswerte Gebäude
- Das Oberdossengut (Dossenweg 59), 2006 als Wohnhaus umgebaut, war als Einhof lange ein sehr typisches Salzburger Bauernhaus. Die Tür- und Fenstergewände sind teilweise in Marmor ausgeführt, die Pfetten des Schopfwalmdaches teilweise als Tierköpfe gestaltet.
- Das Sakenbauerngut (Berchtesgadnerstr. 28) wurde um 1700 errichtet.
- Das Kleinpechbrockergut entstand bereits vor 1668.
- Das Offingerbauerngut ist ebenfalls ein sehr altes Bauerngut.

### Gneis-Moos
Der Siedlungsteil von Gneis-Moos liegt wesentlich östlich des Almkanales unweit der Berchtesgadener Straße und stammt im Kern aus der Zeit des Austrofaschismus, stammt als auch mit den gleichen Motiven, unter denen die Kendlersiedlung und die Siedlung Sam entstand. Der kleine neu geschaffene Siedlungsteil entlang des neu errichteten Höglwörthwegs hieß damals nach Odo Neustädter-Stürmer (* 3. November 1885, Laibach; † 19. März 1938, Selbstmord, Hinterbrühl/Niederösterreich), der 1933–34 Staatssekretär für Arbeitsbeschaffung, 1934–35 Sozialminister und 1936–37 Innenminister war und der maßgeblichen Einfluss auf die Christlich-soziale Politik des Heimatschutzes ausgeübt hatte, Neustädter-Stürmer-Siedlung. Abseits dieses Siedlungskernes wurden unweit davon am damaligen Totenweg (heute dort Nissenstraße genannt) zudem einige wenige Torfstecherhütten zu ärmlichen Wohnbauten umgewandelt. Nach 1938 wurde die Siedlung zuerst Höglwörthsiedlung genannt, bis sich später der Ortbegriff Gneis-Moos einbürgerte.
Nach dem Zweiten Weltkrieg wurden diese Siedlungskerne dann überall dort bis zur heutigen Siedlungsgröße erweitert, wo nur weitgehend „wertlose“ Streuwiesen (im Kataster z. T. bis heute als „Sumpf“ eingetragen) und keine Fettwiesen dabei verloren gingen. Dabei waren zwei kirchliche Wohnbaugenossenschaften maßgeblich beteiligt: die katholische Siedlungsgesellschaft Neue Heimat und die evangelische Genossenschaft Neusiedler. Der Heinrich-Meder-Weg am Almkanal südlich des Sternhofweges erinnert im Namen an den evangelischen Pastor und Mitbegründer dieser Genossenschaft Neusiedler.
Hier fanden dabei viele Kriegsflüchtlinge, vor allem Siebenbürger Sachsen und andere „Volksdeutsche“ eine neue Heimat. Der Baubeginn für diese Flüchtlingssiedlung war dabei das Jahr 1950.
Auch die vielen Reihenhäuser beiderseits an der Berchtesgadenerstraße (Nr. 58–62 und 65–77) und am Goldschneiderhofweg (Nr. 30–42) stammen aus dieser Zeit.

### Thumegg
Thumegg entwickelte sich als Stadtteil im Zuge der zunehmenden Besiedelung im Raum Nonntal, genauer dem Äußeren Nonntal, an den dieser Siedlungsraum anschließt. Diese Siedlungstätigkeit begann wesentlich nach dem Ersten Weltkrieg. Bis 1935 bildete dabei die heutige Hauptachse der Siedlung, die Thumegger Straße die Stadtgrenze zum Gemeindegebiet Morzg. Früher wurde zum Thumegger Bezirk auch der gesamte Siedlungsraum östlich der Fürstenallee und östlich der äußeren Nonntaler Hauptstraße hinzugerechnet.
Der Name Thumegg gründet sich in einem bäuerlichen Gutshaus, das bereits 1373 genannt ist und damals Gütl am Thumegkh genannt war. 1650 heißt dieses Gut Tumegg beim Vogltenn. (Vogeltennen waren damals ein beliebter Zeitvertreib der Adeligen und dienten dem Fangen von Vögeln). Auch der Name Hanns Thumegker taucht damals auf. Das uralte Gutshaus brannte 1896 ab.
- Im Dossergut in Thumegg wohnten einst die Dosser, wie sich die Händler von Salz nannten, die das Salz auf hölzernen „Krachsen“ (Tragegestelle) am Rücken trugen und damit von Haus zu Haus gingen, um Salz zu verkaufen.

## Der Kommunalfriedhof
Zu Gneis gehört auch der am Rand zu Morzg gelegene 1879 errichtete Kommunalfriedhof.

## Gneis heute
Der heutige Siedlungsraum von Gneis stammt wesentlich aus dem 20. Jahrhundert und ist überwiegend von Ein- und Zweifamilienhäusern geprägt. Vor allem viele Flüchtlinge nach dem Zweiten Weltkrieg, darunter viele Siebenbürger wurden hier ansässig.
Koordinaten: 47° 47′ N, 13° 2′ O